# 馬爾格魯本峰

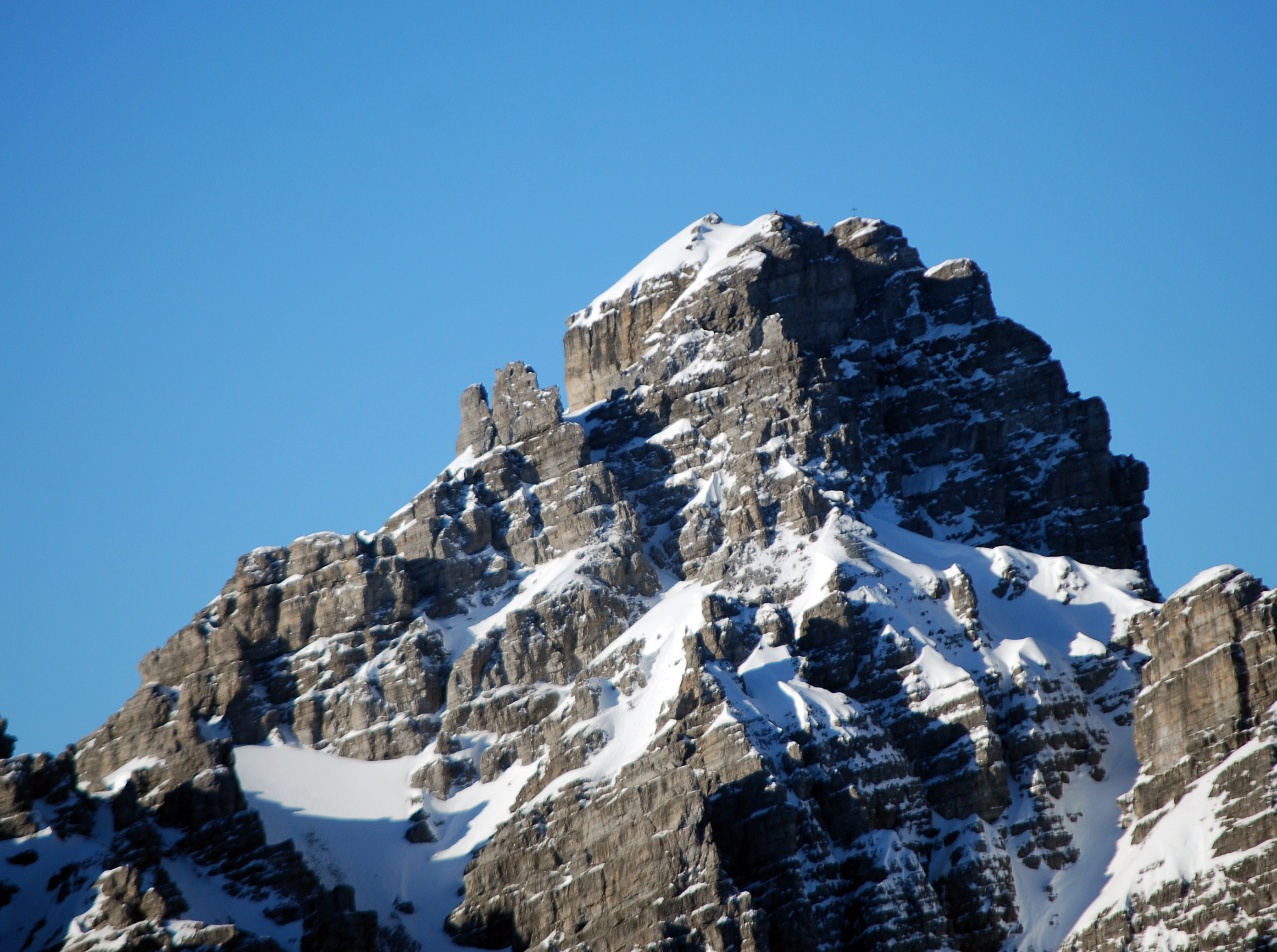

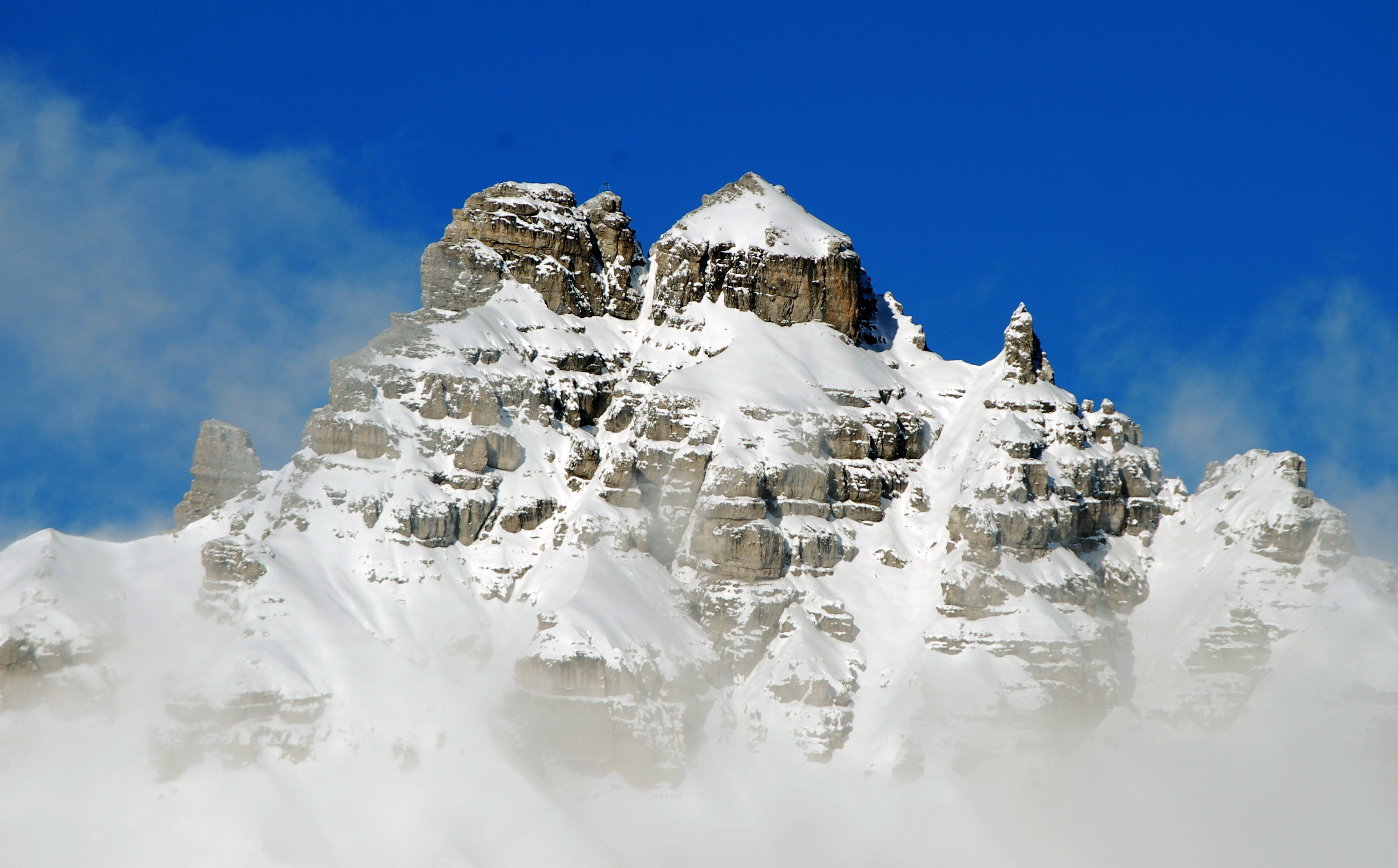

47°10′18″N 11°17′47″E / 47.17167°N 11.29639°E
馬爾格魯本峰（德語：Malgrubenspitze），是奧地利的山峰，位於該國西部，由蒂羅爾州負責管轄，屬於斯圖拜阿爾卑斯山脈的一部分，距離馬希賴森峰0.9公里，海拔高度2,571米，人類在1883年首次登頂。